# Мерефа (станція)
Мере́фа — вузлова дільнична залізнична станція 2-го класу Харківської дирекції Південної залізниці. Розташована в однойменному місті Харківського району Харківської області.
Від станції відгалужуються лінії у п'яти напрямках на: 
- Харків (23 км);
- Берестин (76 км);
- Зміїв (33 км);
- Лозову (123 км);
- Люботин (18 км).

## Історія
Станція відкрита 1869 року, в ході будівництва Курсько-Харківсько-Азовська залізниця.
21 грудня 1926 року перший поїзд пройшов дільницею Мерефа — Костянтиноград.
У 1957 році станція електрифікована постійним струмом (=3 кВ).

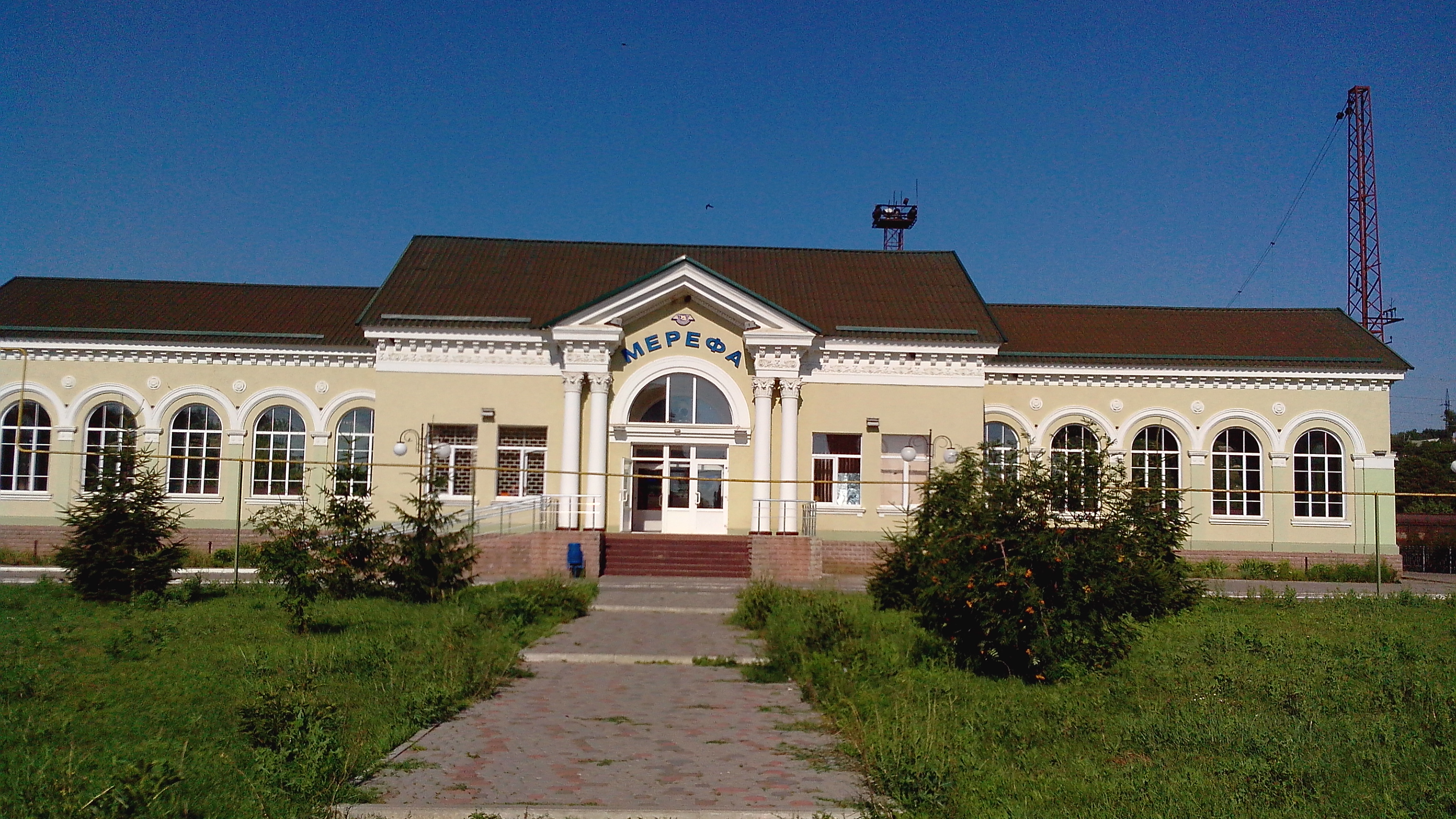
Вокзал станції Мерефа

2007 року реконструйовано вокзальне приміщення станції Мерефа.
Наприкінці березня 2018 року працівники ВП «Харківський мостобудівний поїзд» філії «Південна залізниця» розпочали капітальний ремонт пішохідного мосту на 805-му км ПК9 станції Мерефа. Проєктом було передбачено замінити всі залізобетонні конструкції сходів (фундаменти, опори, косоури, сходинки, плити сходу). Шість опор, розташовані під прогоновими спорудами, які підсилені залізобетонними конструкціями, виготовлені філією «Старокостянтинівський завод залізобетонних шпал» ПАТ «Укрзалізниця». Роботи тривали декілька місяців. Старий пішохідний міст був споруджений через усі колії у 1956 році. Востаннє його капітально ремонтували у 1984 році.

## Пасажирське сполучення
На станції Мерефа зупиняються приміські електропоїзди ЕР2, ЕР2Р, ЕР2Т. Для деяких приміських електропоїздів Харків — Мерефа є кінцевою. Решта приміських поїздів прямують до станцій Біляївка, Гаврилівка, Дубове, Зачепилівка, Зміїв, Харків-Пасажирський, Берестин, Златопіль, Лозова, Слов'янськ.

## Галерея

Краєвиди станції Мерефа
З платформи № 1
З платформи № 3